# Giulio della Rovere (protestante)
Giulio della Rovere, conosciuto anche come Giulio da Milano (Milano, 1504 – Tirano, 1581), è stato un frate agostiniano italiano convertito al protestantesimo.

## Biografia
Giuseppe della Rovere nacque nella benestante famiglia milanese di Stefano della Rovere e di Caterina Omaggio. Verso il 1522 entrò negli agostiniani, mutando il proprio nome di Giuseppe in Giulio, e studiò a Padova, dove si laureò in teologia nel 1531. Passò nel convento di San Giacomo Maggiore di Bologna, allora retto da Ambrogio Cavalli, a insegnarvi filosofia e teologia. Qui, come il Cavalli e Ortensio Lando, si avvicinò al pensiero di Erasmo da Rotterdam, tramite l'influsso esercitato dal circolo di intellettuali bolognesi che allora seguivano il francescano Paolo Ricci che, sotto il nome di Lisia Fileno, predicava la necessità di un cristianesimo spirituale, depurato da superstizioni e falsi riti, e si convinse della necessità di una profonda riforma della Chiesa.
Nel 1533 fu trasferito nel convento agostiniano di Pavia, dove risiedette fino al 1535 e dove conobbe il priore di Santa Mustiola, Agostino Mainardi, già segretamente convertito alle dottrine riformate. Nel 1538 era ancora nel convento bolognese di San Giacomo quale rettore della Scuola, e una sua predica quaresimale suscitò un grave scandalo per le posizioni non ortodosse che vi espresse.
Subito inquisito, fu espulso dalla città, ma egli si nascose in casa di un amico e seguace, il medico Prospero Calani. Fu tuttavia riabilitato e trasferito nel convento milanese di San Marco, retto da Ambrogio Cavalli. Nel 1540 vennero entrambi in polemica con il generale dell'Ordine Gerolamo Seripando, deciso a reprimere le espressioni di eterodossia diffuse tra gli eremitani, e lasciarono il convento, pur senza abbandonare l'abito.
Il vescovo di Trieste Pietro Bonomo, il quale, con un passato di cattolicesimo intransigente, ora proteggeva i protestanti, lo invitò a predicare in città, e ne nacquero nuove polemiche. L'anno dopo Della Rovere si trovò a Venezia, ospite di Celio Secondo Curione: la sua predica quaresimale, tenuta il 19 aprile 1541 nella chiesa di San Cassiano, espose apertamente la teoria luterana della giustificazione per sola fede e il Della Rovere fu immediatamente arrestato. Processato malgrado la pubblica difesa di Bernardino Ochino e l'intercessione del cardinale umanista Pietro Bembo e di alcuni nobili veneziani, fu espulso dall'Ordine agostiniano, evitò il rogo con l'abiura e riuscì a fuggire dal carcere nel febbraio 1543, rifugiandosi in Valtellina e divenendo nel 1546 pastore a Vicosoprano, dal 1547 a Poschiavo, nel cantone dei Grigioni ed indi attorno al 1560 ministro evangelico a Tirano, dove abitava con la consorte Felicita e il figlio Teodoro.
Nel 1549 scrisse la Esortazione alli dispersi per l'Italia, titolo mutato nel 1552 in Esortazione al martirio, in cui si oppose al nicodemismo, sostenendo che i protestanti residenti nei paesi cattolici dovessero manifestare la loro fede fino al martirio.

## Scritti
- Opere christiane e catholiche, 1543
- Prediche, 1547
- Esortazione alli dispersi per l'Italia, 1549
- Esortazione al martirio, 1552